# نفط خانة
 نفط خانه  بلدة عراقية في محافظة ديالى وسط العراق قرب الحدود العراقية الإيرانية كان سكانها من أبناء القومية الكردية أثناء الحرب العراقية الإيرانية تم تهجير سكانها وفق سياسة التعريب، تقع قربها حقول نفطو تحتوي على ابار للنفط عثرت عليهاشركات بريطانية بعد الاحتلال البريطاني في العام 1924 وتعتبر من أغنى مناطق محافظة ديالى بعد زيارة صغيرة إلى الموقع وجدت عدد من اثار وهياكل البيوت المهدمة حيث أضاف أحد المواطنين بان هذه المنطقة هجر اهاليها بعد نشوب الحرب العراقية الإيرانية في العام 1988 وتحولت إلى منطقة عسكرية بحتة حيث أغنى فيها معسكرات ومقرات لحرس الحدود وبعد الحرب الأمريكية العراقية وبعد سقوط نظام صدام حسين تحديدا بالعام 2003 بدأت العوائل الكردية بالرجوع إلى هذه المنطقة الا انهم وجدوها صحراء قاحلة لا تسكنها سوى الذئاب